# Verrucaria obscura
Verrucaria obscura är en lavart som beskrevs av Theodor 'Thore' Magnus Fries. Verrucaria obscura ingår i släktet Verrucaria, och familjen Verrucariaceae. Arten är reproducerande i Sverige.